# Jansenville
Jansenville este un oraș din provincia Oos-Kaap, Africa de Sud.